# Aleurolobus luci
Aleurolobus luci es un hemíptero de la familia Aleyrodidae, con una subfamilia: Aleyrodinae. Fue descrita científicamente en 1969 por Cohic.